# Florence Muranga
Florence Isabirye Muranga, là một nhà hóa sinh, nhà khoa học thực phẩm, học tập và điều hành công ty, là giám đốc điều hành của Sáng kiến Tổng thống về Phát triển Công nghiệp Chuối (Presidential Initiative on Banana Industrial Development-PIBID), một dự án tổng thống bắt đầu trong nỗ lực thúc đẩy thương mại hóa chuối của Uganda thông qua nghiên cứu và công nghiệp hóa.

## Bối cảnh và giáo dục
Bà được sinh ra tại quận Mayuge ngày nay vào khoảng năm 1952, và tham dự "Trường tiểu học Kabuli" cho giáo dục tiểu học của mình. Đối với các trường trung học, bà đã theo học trường trung học Gayaza, một trường trung học và trung học phổ thông nội trú uy tín, nằm ở Gayaza, quận Wakiso.
Năm 1975, bà tốt nghiệp Đại học Makerere, trường đại học công lập lớn nhất và lâu đời nhất của Uganda, tốt nghiệp Cử nhân Khoa học và Văn bằng Giáo dục, được trao vào năm 1975. Năm 1990, bà được trao bằng Thạc sĩ Khoa học về Thực phẩm của Đại học Reading ở vương quốc Anh. Sau đó vào năm 2000, bà tốt nghiệp với bằng Tiến sĩ về Sinh hóa, từ Đại học Makerere.

## Kinh nghiệm làm việc
Trước khi nghỉ hưu, Florence Isabirye Muranga là Giáo sư Dinh dưỡng và Hóa sinh tại Khoa Công nghệ Thực phẩm và Dinh dưỡng tại Đại học Makerere. Bà đặc biệt quan tâm đến giá trị dinh dưỡng của quả chuối, đặc biệt là giống được gọi là matooke. Bà đã xuất bản rộng rãi và rộng rãi liên quan đến nghiên cứu của mình về chủ đề này.